# يوشياكي كويزومي
يوشياكي كويزومي (باليابانية: 小泉 歓晃 كويزومي يوشياكي)، ولد 29 أبريل 1968، هو مصمم ألعاب فيديو ومخرج ومنتج ومدير ياباني. كويزومي هو نائب المدير العام لشركة نينتندو إنترتينمنت للتخطيط والتطوير، وهو معروف بعمله ضمن سلسلة ماريو وأسطورة زيلدا.

## روابط خارجية
- يوشياكي كويزومي على موقع IMDb (الإنجليزية)
- يوشياكي كويزومي على موقع ميوزك برينز (الإنجليزية)
- يوشياكي كويزومي على موقع قاعدة بيانات الفيلم (الإنجليزية)